# Keynsham (stacja kolejowa)
Keynsham – stacja kolejowa w mieście Keynsham w hrabstwie Somerset na liniach kolejowych Wessex Main Line. Stacja bez sieci trakcyjnej. Na stacji nie zatrzymują się pociągi pośpieszne.

## Ruch pasażerski
Stacja obsługuje ok. 231 326 pasażerów rocznie (dane za rok 2007). Posiada bezpośrednie połączenia z Bristolem, Exeterem, Bath Spa, Reading, Londynem Paddington i Salisbury. Pociągi odjeżdżają ze stacji na każdej z linii w odstępach co najwyżej godzinnych w każdą stronę.

## Obsługa pasażerów
Automat biletowy, kasa biletowa, przystanek autobusowy, parking na 50 miejsc samochodowych i 16 rowerowych.